# Rosshorn
Das Rosshorn, früher Roßhorn ist ein 3068 m ü. A. hoher Gipfel der Rieserfernergruppe in Osttirol nahe der österreichisch-italienischen Grenze. Der Gipfel befindet sich nahe dem Lenkstein und dem Fenneregg. Das Rosshorn verfügt über kein Gipfelkreuz und wird oftmals als zusätzlicher Gipfel auf dem Weg zum Lenkstein begangen.
Der Name Rosshorn weist auf eine für Rösser genutzte Alm in direkter Nähe hin.

## Anstiegsmöglichkeiten
Der Anstieg auf das Rosshorn erfolgt in der Regel über das Patscher Tal und die Barmer Hütte (2610 m). Von der Hütte verläuft der markierte Anstieg zunächst absteigend nach Norden bis zum Standort der von einer Lawine zerstörten, alten Barmer Hütte und in der Folge flach über Blockwerk aus Granit weiter. Der Anstieg erfolgt über die blockübersäten Hangterrassen der Rosshornscharte. Am nördlichen Ende der Hangterrasse liegt der durch Stahlseile versicherte Aufschwung zur Rosshornscharte, die Trittsicherheit und bei Altschnee oder Nässe Vorsicht erfordert. Nach der Rosshornscharte (2916 m ü. A.) führt der Weg nach Osten über eine Blockhalde zum Gipfel.
Eine weitere Möglichkeit für den Anstieg zum Rosshorn besteht über das Südtiroler Bachertal, ein Seitental des Reintals. Über verschiedene Varianten des Arthur-Hartdegen-Wegs erfolgt der Anstieg zum Lenksteinjoch. Als Stützpunkt kann die Kasseler Hütte (auch Hochgallhütte, 2276 m) benutzt werden. Eine dritte Anstiegsmöglichkeit besteht über den Fleischbachkees, entweder durch das Seebachtal oder den unmarkierten Steig entlang des Sebltals.